# Agastrophus cornutus
Agastrophus cornutus är en mångfotingart som beskrevs av Karl Wilhelm Verhoeff 1939. Agastrophus cornutus ingår i släktet Agastrophus och familjen Glyphiulidae. Inga underarter finns listade i Catalogue of Life.